# Сара Јо
Сара Јовановић (Рим, 29. октобар 1993) српска је певачица, текстописац, манекенка и глумица. Постала је позната 2012. када је освојила треће место у певачком такмичењу Први глас Србије. Као чланица групе Моје 3, Јовановић је представљала Србију на Песми Евровизије 2013. са песмом „Љубав је свуда”. Заузели су 11. место у полуфиналу, не успевши да дођу до самог финала.
Године 2014. објавила је дебитантски соло сингл „Ко је овде ко”. Уследио је низ других самосталних песама, укључујући „Немам времена за то” (2017), „Мили мили” (2019) и „Мушкарчина” (2022). Деби албум Без контроле издала је у јуну 2023. Пре албума, претходила су му два сингла: „Дивља” (2021) и „Зар не” (2022).
Осим тога, такмичила се у првој сезони Твоје лице звучи познато, а бавила се и позоришном, телевизијском и гласовном глумом. Од почетка своје каријере била је манекенка за модне кампање, укључујући континуирану сарадњу са брендом Adidas.

## Детињство и младост
Рођена 29. октобра 1993. у Риму, Сара је одрасла двојезично на српском и италијанском као једино дете васпитачице Јасне Јовановић и службеника Министарства спољних послова Саше Јовановића. Од раног детињства показивала је интересовање за музику и наступе, бавећи се балетом и хип хоп плесом. Јовановићева наводи извођаче из касних 90-их и раних 20-их као што су Бритни Спирс, TLC, Џенифер Лопез и Destiny's Child као највећи утицај на музику. Њена породица се 2009. године преселила у Београд, где је Сара завршила Трећу гимназију. Затим је студирала италијански језик на Филолошком факултету Универзитета у Београду.

## Живот и каријера

### 2011—2016: Почетак каријере,Први глас Србијеи Евровизија с Моје 3
Јовановићева је музичку каријеру започела 2011. године победом на конкурсу српског часописа Story са насловницама које је постављала на YouTube. За награду је добила прилику да сними своју прву песму, под називом Заувек, коју је извела у касновечерњем ток-шоуу Вече са Иваном Ивановићем. Следеће године Јовановићева је такође представљена на четири песме које је репер MCN објавио за његов истоимени деби албум.
Године 2012. била је на аудицији за другу сезону српског телевизијског певачког такмичења Први глас Србије, певајући Halo пред жиријем ког су чинили Владо Георгиев, Александра Радовић и Саша Милошевић Маре. Након што је прошла кроз прву фазу, под менторством Радовићеве, Јовановићева је прешла на емисије уживо, где је била запажена по свом естрадном умећу, па је српски Cosmopolitan назвао новом енергијом на музичкој сцени. Јовановићева је после девет седмица такмичења стигла до финала где је завршила као трећепласирана, иза Невене Божовић и Мирне Радуловић.
У фебруару наредне године најављено је да ће три финалисткиње такмичења формирати девојачку групу Моје 3 како би се такмичиле на музичком фестивалу Беосонг 2013. године. Почетком марта извеле су Љубав је свуда, победивши са 42,5% гласова публике и постале српске представнице за Песму Евровизије 2013. у Малмеу. Током првог полуфинала Евровизије, које је одржано 14. маја, Моје 3 су наступиле као последњи извођач вечери, на крају се пласирале на 11. место са 46 бодова и тако нису успеле да се пласирају у финале. Даље, добиле су награду Барбара Декс за најгоре обученог извођача.
После Евровизије, Јовановићева је наставила соло каријеру са песмом Ујутру, коју је објавио IDJ Tunes, у сарадњи са Марком Мандићем, која је представљена на његовом дебитантском EP-у. Између септембра и децембра појавила се у првој сезони такмичења Твоје лице звучи познато, победивши у 10. епизоди извођењем песме Unconditionally као Кејти Пери. У финалу 28. децембра заузела је друго место, иза победнице сезоне, Ане Кокић. Почетком 2014. Јовановићева је обрадила песму Провокација црногорског певача Бобана Рајовића за филм Мали Будо. Сарин дебитантски соло сингл, под називом Ко је овде ко, објавио је IDJ Tunes. У марту 2015. објавила је баладу Маховина”, а касније у јулу 2016. Пробај, под утицајем регеа. Јовановићева се поново удружила са Марком Мандићем у октобру 2016. како би обрадила песму Троје Moby Dick-а за филм Јесен самураја. Пепељугу је тумачила као главну улогу у мјузиклу, који је премијерно приказан у београдском Сава центру 25. децембра, а касније и у позориштима широм Србије.

### 2017—2020: Нови имиџ и значајнији успех
Јовановићева је 2017. године потписала уговор са београдском хип хоп издавачком кућом Bassivity Music и у мају објавила свој електропоп сингл Немам времена за то, који је продуцирао Coby. Музички спот за песму је сакупио преко десет милиона прегледа на YouTube-у, поставши њен сингл са највише прегледа до сада. Исте године Јовановићева је сарађивала и са кућом Universal Music Serbia за Tuborg GreenFest на синглу Само ти, који је семплирао Tuborg Beat Major Lazer-а. До краја 2017. номинована је за најбољег извођача на простору MTV Адрије на додели MTV Europe Music Awards-а. У мају следеће године објавила је сингл Лава.
Сингл Без сна је објављен почетком 2019. године, а затим Мили, мили у јулу. Током лета 2019. Сара је кренула на регионалну турнеју, наступајући на музичким фестивалима као што је Exit. Исте године је глумила у неколико епизода српске телевизијске серије Синђелићи. Такође је била ментор на певачком такмичењу које је организовала Coca-Cola, под називом Discovered by Coke. За победника је на крају проглашен њен такмичар Предраг Симић, са којим је у оквиру такмичења објавила и песму под називом Као никад пре.
Јовановићева је у јануару 2020. извела сплет својих хитова на додели награда Music Awards Ceremony 2020. године. Њен сингл Кажи ми објављен је у априлу исте године. У јулу је у оквиру пројекта Радија С Звезде певају звезде обрадила је Неко те има ноћас Van Gogh-а.
Сара је позајмила глас Лоли Зечици у српској синхронизацији филма Свемирски баскет: Ново наслеђе. Затим је у јулу сарађивала са певачицом Едитом на њиховом дуету Варалица. У октобру је објавила водећи сингл Дивља са свог предстојећег деби албума. Крајем 2021. из управе Београда најављено је да ће Јовановићева, поред Марије Шерифовић и Јелене Карлеуше, наступити испред Дома Народне скупштине Републике Србије током Новогодишње ноћи. У децембру је наступила на синглу Он хрватске певачице, Франке.

### 2022—данас:Песма за Евровизију ’22иБез контроле
Дана 8. фебруара 2022. објављена је њена песма под називом Мушкарчина за Песму за Евровизију '22, који је организовала Радио-телевизије Србије да изабере представника Србије на Песми Евровизије 2022. године. Песма, коју су написали  и Бојана Вунтуришевић, садржи карактеристике српске народне музике и описана је као експериментални поп. Од 36 учесника, пре самог такмичења, Мушкарчина је сакупила највише прегледа на YouTube-у. Наступила је у другој полуфиналној вечери, 4. марта, где је освојила прво место са 22 поена и омогућила пролазак у финале. У финалу је добила 21.253 СМС гласова, односно 10 поена од публике и 46 гласа, односно 10 поена од жирија што ју је свеукупно позиционирало на друго место са 20 поена.
Дана 19. јуна 2023, објавила је да ће њен дебитантски албум Без контроле изаћи два дана касније, са 8 нових песама и претходно објављеним сингловима Дивља и Зар не.MissSaraJo (19. 6. 2023). „BEZ KONTROLE / 21.06.” (твит)  — преко -а. 

## Имиџ у јавности

### Стил
Поред музике, Сара Јо је позната и по свом модном стилу. Од почетка каријере радила је за Adidas у Србији са синглом Ко је овде ко (2014).

### Филантропија
У новембру 2013. Јовановићева је сарађивала са извођачима као што су Tropico Band и Џенан Лончаревић, уз текстописца Андреја Илића, на хуманитарном синглу под називом Молио сам анђеле. Приход од сингла ишао је за лечење двадесетдвогодишње жене оболеле од рака костију.
Такође је позната по томе што је своју славу користила као платформу за заговарање ЛГБТ права. Први наступ на Паради поноса у Београду Јовановићева је одржала у септембру 2019, када је добила титулу куме Прајда. Током 2021. године залагала се за легализацију истополних партнерстава у Србији и наступила је на церемонији затварања WorldPride догађаја у Копенхагену заједно са српским дрег краљицама Алексом Електром и Дитом фон Бил.
Јовановићева је 2020. године на конференцији TEDxMasarikova у Зеници одржала говор у којем се осврнула на личне борбе око славе. Од 2021. године обавља и функцију амбасадора Савета Европе против говора мржње.

## Приватни живот
Јовановићева је била у једногодишњој вези са одбојкашем Александром Атанасијевићем, која је прекинута у мају 2014. године. У фебруару 2015. објављено је да се забавља са српским глумцем Виктором Савићем. Пар је раскинуо следеће године. Између 2016. и 2018. године била је љубавно повезана са репером и писцем Марчелом. Две и по године је била у вези са продуцентом Милком Бабићем, а њихов раскид је потврдила крајем 2021. године. Тренутно је у вези са словеначким кореографом и плесачем из Љубљане, Жигом Сотларом.
Јовановићева је блиска пријатељица са модном инфлуенсером Дуњом Јованић и често се појављује у њеним влоговима. Њих две су приказане у ријалити телевизијској серији ЈоЈо на точковима 2020. године.

## Награде и номинације
| Година | Награда                         | Категорија                               | Номинована/рад                                                         | Резултат            | Реф.   |
| ------ | ------------------------------- | ---------------------------------------- | ---------------------------------------------------------------------- | ------------------- | ------ |
| 2013.  | Беосонг                         |                                          | Љубав је свуда (као део Моје 3)                                        | 1. место            |        |
| 2013.  | Песма Евровизије                |                                          | Љубав је свуда (као део Моје 3)                                        | Испале у полуфиналу |        |
| 2013.  | Награда Барбара Декс            | Најгоре обучени извођач                  | Наступ песме Љубав је свуда на Песми Евровизије 2013. (као део Моје 3) | Освојено            | [ 12 ] |
| 2015.  | Награда Naxi палма              | Најбоља песма                            | Маховина                                                               | Освојено            | [ 55 ] |
| 2017.  |                                 | Најбољи извођач на простору Адрије       | она                                                                    | Номинација          | [ 22 ] |
| 2018.  |                                 | Најбоља кореографија                     | Немам времена за то                                                    | Освојено            |        |
| 2019.  |                                 | Електро и алтернативна поп нумера године | Немам времена за то                                                    | Номинација          | [ 56 ] |
| 2019.  | Музички видео године            | Лава                                     | Номинација                                                             |                     | [ 56 ] |
| 2020.  | Алтернативна поп нумера         | Мили, мили                               | Номинација                                                             |                     |        |
| 2020.  | Музички видео године            | Без сна                                  | Номинација                                                             |                     |        |
| 2020.  | Оскар популарности у Бањој Луци | Најбољи алтернативни певач               | она                                                                    | Освојено            | [ 57 ] |
| 2022.  | Песма за Евровизију ’22         |                                          | Мушкарчина                                                             | 2. место            | [ 58 ] |
| 2023.  | Music Awards Ceremony           | Урбан поп нумера                         | Мушкарчина                                                             | Номинација          | [ 59 ] |
| 2023.  | Music Awards Ceremony           | Музички видео                            | Дивља                                                                  | Освојено            | [ 60 ] |
| 2023.  | Music Awards Ceremony           | Алтернативна поп нумера                  | Зар не                                                                 | Номинација          | [ 61 ] |
| 2023.  | Music Awards Ceremony           | Њу ејџ колаборација                      | Он (са Франком)                                                        | Номинација          | [ 62 ] |

## Дискографија

### Студијски албуми
- Без контроле (2023)

### Синглови

#### Као главни извођач
| Назив                                 | Година | Албум               |
| ------------------------------------- | ------ | ------------------- |
| Заувек                                | 2011.  | неалбумски синглови |
| Љубав је свуда (као део Моје 3)       | 2013.  | неалбумски синглови |
| Ко је овде ко                         | 2014.  | неалбумски синглови |
| Маховина                              | 2015.  | неалбумски синглови |
| Пробај                                | 2016.  | неалбумски синглови |
| Немам времена за то                   | 2017.  | неалбумски синглови |
| Само ти                               | 2017.  | неалбумски синглови |
| Лава                                  | 2018.  | неалбумски синглови |
| Без сна                               | 2019.  | неалбумски синглови |
| Мили, мили                            | 2019.  | неалбумски синглови |
| Као никада пре (са Предрагом Симићем) | 2020.  | неалбумски синглови |
| Кажи ми                               | 2020.  | неалбумски синглови |
| Варалица (са Едитом)                  | 2021.  | неалбумски синглови |
| Дивља                                 | 2021.  | неалбумски синглови |
| Он (са Франком)                       | 2021.  | неалбумски синглови |
| Мушкарчина                            | 2022.  | неалбумски синглови |
| Зар не                                | 2022.  | неалбумски синглови |
| У глави                               | 2023.  |                     |

| Песма                                | Година |
| ------------------------------------ | ------ |
| Дивља                                | 2021.  |
| Зар не                               | 2022.  |
| Зло                                  | 2023.  |
| У глави                              | 2023.  |
| Тако ходам                           | 2023.  |
| Приватни манијак                     | 2023.  |
| Желим                                | 2023.  |
| Глас                                 | 2023.  |
| Сандра Мељниченко (са Мими Мерцедез) | 2023.  |
| Судар                                | 2023.  |

#### Промотивни синглови
| Назив                                                             | Година | Албум               |
| ----------------------------------------------------------------- | ------ | ------------------- |
| Молио сам анђеле (са Tropico Band-ом, Џенаном Лончаревићем и Андрејем Илићем) | 2013.  | неалбумски синглови |
| Маховина (уживо)                                                  | 2016.  | неалбумски синглови |
| Ко је овде ко (уживо)                                             | 2016.  | неалбумски синглови |
| Неко те има                                                       | 2020.  | неалбумски синглови |
| (кавер)                                                           | 2021   | неалбумски синглови |
| Без сна (2021)                                                    | 2021   | неалбумски синглови |

### Други наступи
| Назив                       | Година | Други извођач(и)       | Албум                  |
| --------------------------- | ------ | ---------------------- | ---------------------- |
| Она                         | 2012.  |                        | Ћелија 44              |
| Моменат                     | 2012.  |                        | Ћелија 44              |
| Ти и ја                     | 2012.  |                        | Ћелија 44              |
| Нека ти лице прекрије осмех | 2012.  |                        | Ћелија 44              |
| Ујутру                      | 2013.  | Марко Мандић           | Рамдагадам             |
| Мање више                   | 2016.  | Кики Лесендрић, Пилоти | Широм затворених очију |

## Филмографија
Филм
| Година | Назив                          | Улога             | Напомене              |
| ------ | ------------------------------ | ----------------- | --------------------- |
| 2018.  | Чаробни принц                  | Успавана лепотица | српска синхронизација |
| 2021.  | Свемирски баскет: Ново наслеђе | Лола Зечица       | српска синхронизација |

### Видеографија
| Спот                | Година | Режисер                     |
| ------------------- | ------ | --------------------------- |
| Молио сам анђеле    | 2013   | Андреј Илић                 |
| Ти и ја             | 2013   | Раста                       |
| Ујутру              | 2013   | Андреј Илић                 |
| Ко је овде ко       | 2014   | Андреј Илић                 |
| Маховина            | 2014   | Андреј Илић                 |
| Пробај              | 2016   | Андреј Илић                 |
| Троје               | 2016   | Лазар Бодрожа               |
| Немам времена за то | 2017   | Rollercoaster               |
| Само ти             | 2017   | Немања Ђерић                |
| Лава                | 2018   | Ана Жугић, Лазар Богдановић |
| Без сна             | 2019   | Лазар Богдановић            |
| Мили, мили          | 2019   | Лазар Богдановић            |
| Као никада пре      | 2019   | Немања Новаковић            |
| Кажи ми             | 2020   | Лазар Богдановић            |
| Неко те има         | 2020   | Лазар Богдановић            |
| Варалица            | 2021   | Кукла                       |
| Он                  | 2021   | Немања Новаковић            |
| Дивља               | 2022   | Кукла                       |
| Зар не              | 2022   | Лука Сепћић                 |
| У глави             | 2023   | Kукла                       |

Телевизија
| Година | Назив                    | Улога | Напомене                                                |
| ------ | ------------------------ | ----- | ------------------------------------------------------- |
| 2012.  | Први глас Србије         | себе  | такмичарка; трећепласирана                              |
| 2013.  | Беосонг                  | себе  | такмичарка као део Моје 3; победница                    |
| 2013.  | Песма Евровизије         | себе  | такмичарка као део Моје 3; 11. место у првом полуфиналу |
| 2013.  | Твоје лице звучи познато | себе  | такмичарка; другопласирана                              |
| 2019.  | Синђелићи                | Луна  | споредна улога (7 епизода)                              |
| 2020.  | ЈоЈо на точковима        | себе  | ријалити-шоу                                            |